# Matro
Il Matro (2.172 m s.l.m. ) è una montagna situata in Canton Ticino nelle Alpi Lepontine.

## Descrizione
La montagna è collocata nel Gruppo del Sole nel Massiccio del San Gottardo ed è lo spartiacque naturale a conclusione del cuneo inserito tra la Val Leventina e la Valle di Blenio con i relativi distretti e al confine tra i comuni di Faido e Serravalle poco a nordovest di Biasca.
La vetta gode di una visuale veramente ampia sulle zone circostanti, praticamente su quasi tutta la Regione Tre Valli, ragione per il quale la vetta è sede di un'importante antenna di telecomunicazioni (radio e TV) oltre che di una stazione meteorologica di MeteoSvizzera. La visuale spazia dall'alta Valle Leventina, all'alta Valle Blenio e a sud fin verso Bellinzona su tutta la Valle Riviera.
È accessibile a piedi da entrambe le valli, esiste inoltre una teleferica di servizio chiusa al pubblico che parte da Sobrio.